# 米龙·利芬采夫
米龙·亚历山德罗维奇·利芬采夫（俄語：Мирон Александрович Лифинцев，2006年4月26日—），俄罗斯男子游泳运动员，2024年世界短池锦标赛男子50米仰泳、男子1000米仰泳、男子4×100米混合泳接力、混合4×50米混合泳接力和混合4×100米混合泳接力金牌得主、2025年世界锦标赛男子4×100米混合泳接力和混合4×100米混合泳接力金牌得主。